# チバビジョン
チバビジョンは、かつて存在した米国のメーカーである。コンタクトレンズおよびレンズケア製品の製造・販売を行っていた。
同じノバルティス傘下の、アルコンと法人統合した。

## 概要
1980年、スイス・バーゼルに本拠をおく多国籍製薬大手、チバガイギーのアメリカ法人における事業多角化の一環として設立。本社は米国アトランタ。チバガイギー社は1996年に同じく多国籍製薬大手のサンド（スイス）と合併してノバルティスとなる。チバビジョンは同社のアイケア事業部門となった。
チバビジョン（CIBAVision）の「CIBA」は「Chemical Industry in BAsel＝バーゼルの化学産業」という言葉に由来する。
このように、社名の由来についてはスイスのバーゼル市に関連するものであり、日本の千葉県等と直接の関連は無い。
1980年にソフトコンタクトレンズ市場に参入。技術革新の追求と戦略的企業買収による積極的に事業を展開。製品は日本を含め世界70カ国以上で販売。ライバルであるメニコン等へのOEM製品の出荷にも積極的である。

## 日本法人
- 商号　チバビジョン株式会社
- 沿革　1985年（昭和60年）1月　設立
- 本社所在地　東京都品川区東品川2-2-24　天王洲セントラルタワー13F

### 沿革
- 1985年 - チバビジョンケアジャパン株式会社を大阪市北区に設立。
- 1988年 - チバビジョン米国本社によるクーパービジョン社のレンズケア部門（米国以外）買収に伴いソフトコンタクトレンズ用の強力洗浄液ミラフロー販売。
- 1992年 - 日本チバガイギー社より分離独立。日本チバビジョン株式会社となる。
- 1994年1月1日 - リッキーコンタクトレンズと合併。チバビジョン・リッキー株式会社となる。
- 1997年 - チバビジョン株式会社に商号変更。
- 2014年1月1日 - 日本アルコンと法人統合して、日本アルコンになる。

## 商品一覧
2012年現在、下記商品が日本国内で販売されていた。
1日交換終日装用（ディスポーザブルレンズ）
- 「デイリーズアクア」
- 「デイリーズアクア　コンフォートプラス」
- 「デイリーズ　トーリック」（乱視用）
- 「デイリーズ　プログレッシブ」（遠近両用）
- 「フレッシュルックデイリーズ」（カラー）
- 「フレッシュルックデイリーズ　イルミネート」（カラー）

2週間定期交換レンズ
- 「エアオプティクス」
- 「エアオプティクス　乱視用」（乱視用）
- 「エアオプティクス　遠近両用」（遠近両用）
- 「フォーカス2ウィーク」
- 「フォーカストーリック」（乱視用）
- 「プレシジョンUV」

1ヵ月定期交換レンズ
- 「O2オプティクス」
- 「エア オプティクス EX アクア」2012年8月～

レンズケア用品
- 「AOセプト」（過酸化水素タイプ）
- 「AOセプト　クリアケア」（過酸化水素タイプ）
- 「フレッシュルックケア10ミニッツ」（MPS）
- 「ソフトウェアプラス」（すすぎ＆保存液）
- 「ミラフロー」（洗浄液）
- 「ユニザイム」（タンパク除去剤）